# Тишкевич Катерина Ігорівна
Катерина Ігорівна Тишкевич (нар. 18 вересня 1994, Київ) — українська акторка та модель.

## Життєпис
Катерина Тишкевич народилася 18 вересня 1994 року в Києві у родині медиків.
Закінчила Київський театральний університет ім. Карпенка-Карого.
У 10 років повідомила батькам, що хоче стати актрисою, і її відправили до театральної студії.
Дівчина пробувала себе в модельному бізнесі. І навіть виграла в Одесі конкурс «Міні-міс перлина Півдня». Також Катерина вела програму «Тільки для дівчат» на одному з одеських телеканалів. Але вирішила зупинитися на акторській професії.
Професійний дебют відбувся вже в студентські роки. Тоді Катерина Тишкевич отримала свою першу роль у театральній виставі «У пошуках радості», де вона зіграла негативного персонажа Оленку.

## Кінокар'єра
Кар'єру в кіно Тишкевич розпочала з епізодичної ролі у другому сезоні серіалу «Жіночий лікар». Також знялася у дев'ятому сезоні детективного серіалу «Повернення Мухтара» і медичному серіалі «Швидка допомога». У 2015 році акторка зіграла головну роль у серіалі «Безсмертник».

## Фільмографія
| Акторська діяльність | Акторська діяльність         | Акторська діяльність            | Акторська діяльність |
| Рік                  | Фільм                        | Роль                            | Примітки             |
| -------------------- | ---------------------------- | ------------------------------- | -------------------- |
| 2013                 | «Жіночий лікар-2»            | Юля, подруга Лєри               |                      |
| 2014                 | «Сашка»                      | Аліна, подруга Марини           |                      |
| 2014                 | «Повернення Мухтара-9»       | Лада Гоголєва                   |                      |
| 2014                 | «Особиста справа»            |                                 |                      |
| 2014                 | «Швидка допомога»            | Марина Полякова                 |                      |
| 2015                 | «Безсмертник»                | Ірина Білоус                    | головна роль         |
| 2015                 | «Клан ювелірів»              | Ірина Паніна                    |                      |
| 2015                 | «Заради кохання я все зможу» | Інна                            |                      |
| 2015                 | «Ніконов і Ко»               | Маша                            |                      |
| 2015                 | «Офіцерські дружини»         | Маргарита Красоткіна            |                      |
| 2015                 | «Три дороги»                 |                                 |                      |
| 2016                 | «Східні солодощі»            |                                 |                      |
| 2016                 | «Недотуркані»                | Катерина Ігорівна Диня          | головна роль         |
| 2016                 | «Будинок на холодному ключі» | Свєта                           |                      |
| 2016                 | «На лінії життя»             | Руслана                         |                      |
| 2016                 | «Підкидьки»                  | Віка                            |                      |
| 2016                 | «Провідниця»                 | Ірина                           |                      |
| 2016                 | «Зведені сестри»             | Калерія                         |                      |
| 2017                 | «Артистка»                   | Женя                            |                      |
| 2017                 | «Догори дриґом»              | Регіна                          |                      |
| 2017                 | «Все ще буде»                | Віка                            |                      |
| 2017                 | «Ментівські війни. Одеса»    | Катя                            |                      |
| 2017                 | «Невиправні»                 | Юля                             |                      |
| 2017                 | «Хороший хлопець»            | Ольга                           |                      |
| 2017                 | «Що робить твоя дружина»     | Ліза Станчук                    |                      |
| 2018                 | «Аметистова сережка»         | Ганна Сніткіна, коханка Віктора | головна роль         |
| 2018                 | «Краса вимагає жертв»        | Яна                             |                      |
| 2018                 | «Ніщо не трапляється двічі»  | Катя Богданова/Маша Богданова   | головна роль         |
| 2018                 | «Обмани себе»                | лейтенант Аркадьєва             | головна роль         |
| 2018                 | «Віддай мою мрію»            | Лєна                            |                      |
| 2018                 | «Сьомий гість»               | Ольга Чернова, дружина Андрія   |                      |
| 2019                 | «Кримінальний журналіст»     | Катя, донька Горохова           |                      |
| 2019                 | «Чужий гріх»                 | Христина                        |                      |
| 2019                 | «Медфак»                     | Жанна                           |                      |
| 2019                 | «Спадкоємці»                 | Ілона                           |                      |
| 2019                 | «Будь що буде»               | Поліна                          |                      |
| 2019                 | «Місто закоханих»            |                                 |                      |
| 2020                 | «Авантюра»                   | Аглая                           | головна роль         |
| 2020                 | «Жіночий лікар-5»            | Ольга Вікторівна Ольховська     |                      |
| 2020                 | «Родинні зв'язки-2»          |                                 |                      |
| 2020                 | «Ти тільки мій»              |                                 |                      |
| 2021                 | Бідна Саша                   | Валерія, авантюристка           |                      |